# Muju-eup
Muju-eup (koreanska: 무주읍)  är en köping i kommunen Muju-gun i provinsen Norra Jeolla i den centrala delen av Sydkorea, 180 km söder om huvudstaden Seoul. Det är den administrativa huvudorten i kommunen.